# Wladimir Michailowitsch Kotljakow

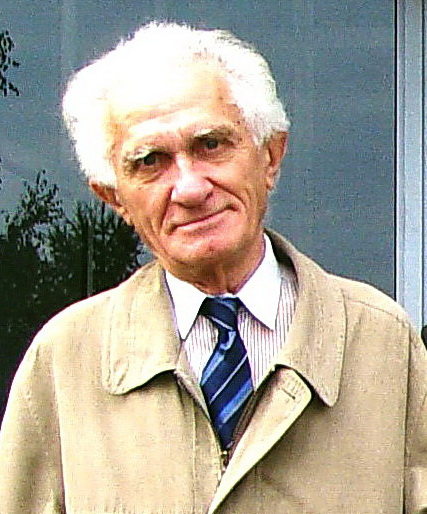
Wladimir Michailowitsch Kotljakow (2009)

Wladimir Michailowitsch Kotljakow (russisch Владимир Михайлович Котляков; * 6. November 1931 in Lobnja-Krassnaja Poljana) † 22. Februar 1994 ist ein russischer Geograph und Glaziologe.

## Leben
Kotljakow besuchte die Moskauer Mittelschule Nr. 7 und erhielt beim Abschluss 1949 die Silbermedaille. Sein Interesse an der Geographie wurde bereits während der Schulzeit durch Geographen und Ozeanologen und ihre Erzählungen geweckt. So studierte er nach der Schulzeit an der geographischen Fakultät der Lomonossow-Universität Moskau (MGU). Bei Nikolai Andrejewitsch Gwosdezki schrieb er seine Kursarbeiten und die Diplomarbeit. Nach dem ersten Jahreskurs nahm er an der Studentenexkursion in den Westkaukasus teil. Nach dem zweiten Jahreskurs machte er ein Praktikum im Krimgebirge und nach dem dritten ein Praktikum in der Taiga des Sichote-Alin-Gebirges. Er schloss das Studium 1954 in der Fachrichtung Physische Geographie ab.
Nach dem Studium arbeitete Kotljakow als wissenschaftlicher Mitarbeiter im Moskauer Institut für Geographie der Akademie der Wissenschaften der UdSSR (AN-SSSR, seit 1991 Russische Akademie der Wissenschaften (RAN)). Von Anfang an konzentrierte sich sein Interesse auf die Erforschung von Schnee und Eis. Er nahm an Expeditionen in die Arktis nach Nowaja Semlja (1955–1956) und in die Antarktis (1957–1958) teil. Als Ende der 1950er Jahre Grigori Alexandrowitsch Awssjuk, der einer der Leiter der sowjetischen Arbeiten für das Internationale Geophysikalisches Jahr war, im Institut für Geographie die Abteilung für Glaziologie gründete, wurde Kotljakow einer der ersten Mitarbeiter. 1959 machte ihn Awssjuk zum Sekretär der Abteilung. 1961 verteidigte er seine Kandidat-Dissertation, die in die im gleichen Jahr veröffentlichte große Monografie über die Schneedecke Antarktikas und ihre Rolle bei der Vereisung des Kontinents einging. 1967 verteidigte Kotljakow seine Doktor-Dissertation über die Schneedecke der Erde und die Speisung der Gletscher, in der er erstmals die Schneeforschung mit der Eisforschung verknüpfte. Er leitete die Expeditionen zum Südhang des Elbrus (1961–1963) und zum Transili-Alatau (1964). 1968 übergab ihm Awssjuk die Leitung der Abteilung für Glaziologie. Es folgte die Expedition zum Pamir (1968–1974).
In den 1970er Jahren verbreiterte sich Kotljakows Arbeitsgebiet. Im Mittelpunkt standen Probleme der Massenbilanz der Gletscher. Bei den Untersuchungen der Gletscherbildungsprozesse unter Berücksichtigung von Größe und Form behandelte er die Gletscher als komplexe dynamische Systeme. Er entwickelte Methoden zur Bewertung des Lawinenrisikos. Er initiierte das Projekt einer Tiefbohrung an der antarktischen Wostok-Station in dem Eis über dem Wostoksee zur Gewinnung eines Eisbohrkerns für die Untersuchung der klimatischen Veränderungen und spielte eine wichtige Rolle bei der Realisierung des gemeinsam mit Frankreich durchgeführten Projekts. 1976 wurde er Korrespondierendes Mitglied der AN-SSSR. 1986 wurde er Direktor des Instituts für Geographie als Nachfolger von Awssjuk (bis 2015, als Olga Nikolajewna Solomina seine Nachfolgerin wurde). 1991 folgte die Wahl zum Wirklichen Mitglied der RAN.
Kotljakow war 1989–1991 Abgeordneter des Nationalitätensowjets der UdSSR und Mitglied des Komitees für Fragen der Ökologie und rationalen Nutzung der natürlichen Ressourcen.
Nach Kotljakow wurde ein Gletscher im Transili-Alatau und ein Gletscher im Dsungarischen Alatau benannt.

## Mitgliedschaften
- Russische Geographische Gesellschaft (Vizepräsident 1980–2000, seitdem Ehrenpräsident)
- National Geographic Society (1987)
- Internationale Geographische Union (Vizepräsident 1988–1996)
- Mexikanische Geographische Gesellschaft (1989)
- Academia Europaea (1990)
- International Glaciological Society (Ehrenmitgliedschaft 1993)
- Società Geografica Italiana (1994)
- Georgische Nationale Akademie der Wissenschaften (1996)
- Georgische Geographische Gesellschaft (1998)
- Estnische Geographische Gesellschaft
- Académie des sciences (2002)
- Vorsitz der russischen nationalen Komitees für das International Geosphere-Biosphere Programme für Antarktikaforschung

## Ehrungen, Preise
- Orden des Roten Banners der Arbeit (1981)
- Lütke-Goldmedaille der Geographischen Gesellschaft der UdSSR (1985)
- Prschewalski-Goldmedaille der Russischen Geographischen Gesellschaft (1996)
- Ehrendoktor der Staatlichen Universität Tiflis (1996)
- Orden der Ehre (1998)
- Staatspreis der Russischen Föderation (2001)
- Berg-Goldmedaille der RAN (2005)
- Verdienstorden für das Vaterland IV. Klasse (2007)
- Friedensnobelpreis (2007 als Mitglied des Intergovernmental Panel on Climate Change)
- IGU Lauréat d'Honneur (2008)[6]
- Demidow-Preis (2011)[7]
- Goldene Konstantinsmedaille der Russischen Geographischen Gesellschaft (2011)[8]